# حضانة الطفل
حضانة الطفل تستخدم المصطلحات القانونية كحضانة الطفل والوصاية القانونية لوصف العلاقة القانونية والعملية بين أحد الوالدين أو الوصي والطفل في رعاية ذلك الشخص مثل حق اتخاذ القرار نيابة عن الطفل وواجب رعاية الطفل ودعمه.
وبعد التصديق على اتفاقية الأمم المتحدة لحقوق الطفل في معظم البلدان، قد حلت مصطلحات مثل المسؤولية الأبوية والإقامة والإتصال ( والتي تعرف أيضاً في الولايات المتحدة بالزيارة أو المحافظة أو وقت الأبوة) محل مفهومي الحضانة والوصول في بعض دول الاعضاء، ويقال الآن أن الطفل يقيم أو يتصل مع أحد الوالدين بدلاً من أن يمتلك أحد الوالدين حضانة الطفل أو الوصول إليه.

## الحضانة القانونية
تقسِّم الحضانة القانونية بين الوالدين حقوقَ اتخاذ القرارات الحياتية المهمة الخاصة بأطفالهما القاصرين. تشمل هذه القرارات اختيار: المدْرسة، والطبيب، والعلاج الطبي، وتقويم الأسنان، والإرشاد، والعلاج النفسي، والدّين.
قد تكون الحضانة القانونية: مشترَكة (وفي هذه الحالة يتشارك الوالدان في حق اتخاذ القرارات)، أو فردية (وفي هذه يكون لأحد الوالدين حق اتخاذ القرارات بلا نظر إلى رغبات الآخر).

## الحضانة الجسدية
تحدِّد الحضانة الجسدية أين يقيم الطفل ومَن يقرر شؤونه اليومية. إن كان لأحد الوالدين الحضانة الجسدية، يكُن منزله هو محل الإقامة القانوني للطفل.

### صورها
من صور الحضانة الجسدية:
- حضانة فردية: اتفاق تكون حضانة الطفل فيه لأحد الوالدين دون الآخر. عادة ما يكون لغير الحاضِن حق الزيارة المنتظمة.[6]
- حضانة جسدية مشترَكة: اتفاق يكون فيه لكل من الوالدين حضانة الطفل فترة مساوية تقريبًا لفترة الآخر، ويكون كل منهما حاضنًا.
- حضانة عُش الفراخ: حضانة جسدية مشتركة، يكون عبء التنقل فيها على الوالدين، لا الطفل، فيمُر كل منهما ذهابًا وإيابًا على المنزل الذي يكون محل إقامة دائمًا للطفل.[7]
- حضانة منفصلة: اتفاق يكون فيه لأحد الوالدين حضانة فردية على بعض الأطفال، ويكون للآخر حضانة فردية على الأطفال الآخرين.[8]
- الحضانة بالتناوب: اتفاق يقضي بعَيْش الطفل مع أحد الوالدين فترة طويلة، قبل أن ينتقل للعيش مع الآخر فترة مساوية. يشار إلى هذه الحضانة أيضًا بالحضانة المقسَّمة.[9]
- حضانة غير الوالدين: اتفاق على ألا يعيش الطفل مع أي من والديه البيولوجيين، وإنما يكون في حضانة طرف ثالث.

### الحضانة الجسدية المشتركة
معنى الحضانة الجسدية المشتركة: أن الطفل يعيش مع كل من الوالدين فترة مساوية تقريبًا لفترته مع الآخر. وفيها يكون كلا الوالدين حاضنًا، فليست الحضانة لواحد دون الآخر. وأما المصطلحات التي من قبيل «الوالد الحاضن الأساس» و«محل الإقامة الأساس» فليس لها اعتبار قانوني إلا في تحديد الحالة الضريبية. ومصطلح «الزيارة» لا يُستعمل فيها، وإنما يُستعمل في حالة الحضانة الفردية حصرًا.

### الحضانة الفردية
معنى الحضانة الجسدية الفردية: أن الطفل يعيش مع أحد الوالدين (فيكون هو الوالد الحاضن)، في حين يكون للآخر حق زيارة الطفل (فيكون الوالد غير الحاضن). 

## الشيوع
قارن ثورودور بيارنسون بين أحوال 36 دولة غربية في 2005-2006، من حيث نسبة الأطفال البالغين 11-15 سنة الخاضعين لمختلف الاتفاقات الحضانية. كانت نسبة الأطفال العائش كلٌّ منهم في أسرة متماسكة مع أب وأم- أعلى في مقدونيا (93%) وتركيا (89%) وكرواتيا (89%) وإيطاليا (89%)، وأدنى في الولايات المتحدة (60%) ورومانيا (60%) وإستونيا (66%) ولاتفيا (67%). وأما في البلدان الأخرى الناطقة بالإنجليزية، فكانت النسبة 70% في المملكة المتحدة، و71% في كندا، و82% في أيرلندا. وأما الأطفال الذين لا يعيشون مع كلا الوالدين، فكانت نسبة الحضانة المشتركة -مقابل الحضانة الفردية- بينهم أعلى في السويد (17%) وآيسلندا (11%) وبلجيكا (11%) والدنمارك (10%) وإيطاليا (9%) والنرويج (9%)، وأدنى في أوكرانيا وبولندا وكرواتيا وتركيا وهولندا ورومانيا بنسبة 2% أو أقل، وكانت نسبتها 5% في أيرلندا والولايات المتحدة، و7% في كندا والمملكة المتحدة. الحضانة المشتركة آخِذة في الشيوع، وفي 2016-2017 ازدادت نسبتها في السويد إلى 34% بين الأطفال البالغين 6-12 سنة، وإلى 23% بين البالغين 13-18 سنة. 

## السلطة القضائية
يجب رفع قضية الحضانة في محكمة لها سلطة قضائية على نزاعات حضانات الأطفال. عادة ما تتحدد السلطة القضائية بإقامة الطفل قانونيًا في الدولة أو الولاية المرفوعة فيها قضية الحضانة. لكن تعتمد السلطة القضائية في بعض الدول على جنسية الطفل، وإن كان مقيمًا في دولة أخرى. وربما سمحت الدولة لمحكمة بالسلطة القضائية -مؤقتة كانت أو دائمة- على قضية الحضانة بناءً على عوامل أخرى. 

## قاعدة المصلحة الفُضلى
يُقصد بقاعدة المصلحة الفُضلى في قضايا الحضانة: أن كل القرارات الحضانية القانونية تُتخذ بهدف ضمان سعادة الطفل وأمانه ورفاهته عمومًا. تؤثر عوامل عديدة في اتخاذ قرار يناسب مصلحة الطفل الفضلى، منها: صحته وبيئته واهتماماته الاجتماعية، وعلاقته بكل من الوالدين، وقدرة كل منهما على تلبية احتياجات الطفل.

### مشكلات قاعدة المصلحة الفُضلى
قاعدة المصلحة الفُضلى معيار فضَّلت معظم الأنظمة القانونية الاحتكام إليه في قضايا الحضانة في آخر 40 عامًا، لكنه مع هذا لا يخلو من قصور. زعم روبرت منوكين (وهو محامٍ أمريكي ومؤلف وأستاذ قانون بكلية حقوق جامعة هارفرد) أن قاعدة المصلحة الفُضلى قاعدة مُبهمة. فهي مجموعة واسعة من التوجيهات المبهَمة التي لا يكون منها إلا تأجيج النزاع بين الوالدين، بدلًا من تعزيز تعاونهما الذي سيحقِّق هو فعلًا مصلحة الطفل الفضلى. من مشكلات معيار المصلحة الفُضلى: 
- صعوبة التيقُّن من قابلية إثباته. وخصوصية الحياة الأسرية تصعّب تقييم الأدلة المقدَّمة. وهذا المعيار يفاقِم المشكلة، لأنه يدفع كلًّا من الطرفين إلى تقديم دليل على أفضلية حضانته (وهذا يحفز كلا منهما إلى دحض أهلية الآخَر لحضانة الطفل).
- في الطلاق مثلًا يعاني كلا الطرفين من توتر كبير، فيَصعب تقييم السلوكات والعلاقات الأُسرية تقييما صحيحا.

لتحليل المصلحة الفُضلى تحليلًا أفضل، أُجريت تجارب عديدة لمعرفة آراء الأطفال أنفسهم. وُجد أن الأطفال في حالات الطلاق يريدون أن يُمضُوا مع كلا الوالدين فترات متساوية. تشير الدراسات التي أجراها فالرشتاين ولويس بليكسلي (2002) أن 93% من الأطفال -من مختلف المراحل السِّنِّية- يرون أن مصلحتهم الفضلى في الحضانة المشتركة أو المتساوية. خلصت إلى النتيجة نفسها دراسات أخرى عديدة، منها: دراسة سمارت (2002)، ودراسة فابريكوس وهول (2003)، ودراسة باركنسون ودراسة كاشمور وسنجل (2003). من أجل ذلك ازداد في الأعوام الأخيرة الميل إلى السماح بالحضانة المشتركة، تلبية لمصالح الأطفال وسعيًا إلى تحقيقها على أفضل وجه، وتفضيلًا لاتخاذ موقف حيادي بين الجنسين. لكن القرار القضائي على العموم متوقف على حال كل أسرة، فلا تمْكن الحضانة المشتركة إلا بانتفاء استثناءات معيّنة. إذا تبيَّن مثلًا أن لأحد الوالدين سجل عنف أُسري، انقضت إمكانية الحضانة المشتركة. 

## القضايا
تنشأ قضايا الإقامة والإتصال عادة في الإجراءات التي تنطوي على الطلاق (فسخ الزواج) والفسخ وغيرها من الإجراءات القانونية التي قد يشترك بها الأطفال، وفي معظم الولايات القضائية يتم تحديد مسألة إقامة الطفل مع أحد الوالدين وفقاً للمصالح الفضلى لمعيار الطفل.

## نزاع الاباء
غالباً ما تُوَلِد إجراءات القانون الأسري التي تنطوي تحت قضايا الإقامة والإتصال النزاعات الأكثر حدة. في حين أن معظم الآباء يتعاونون ويلجأون إلى وساطة لتسوية النزاع حين يتعلق الامر بمشاركة أطفالهم ولكن ليس جميعهم يقومون بذلك. وبالنسبة لأولئك الذين يشاركون في التقاضي يبدو أن هنا حدوداً قليلة. تملأ طلبات المحكمة سريعاً باتهامات متبادلة من أحد الوالدين ضد الأخر متضمنة العنف الجنسي والجسدي والعاطفي، وغسيل الدماغ والتخريب والتلاعب. ومشاكل الحضانة ليست في مصلحة الطفل إذ يفتعلها عادة غضب أحد الوالدين للسيطرة على شريكه السابق.
وفي بعض المناطق بدأت المحاكم والمهنيون القانونيون( المحاميون) باستخدام مصطلح جدول الأبوة والأمومة بدلاً من مصطلح الحضانة والزيارة. إذ تقضي هذه المصطلحات الجديدة على التمييز بين الآباء الحاضنين لأطفالهم والغير حاضنين، وتحاول ايضاً البناء على مصالح الأطفال الفضلى من خلال صياغة جداول تلبي الاحتياجات التنموية للأطفال، فعلى سبيل المثال يحتاج الأطفال الأصغر سناً إلى وقتٍ أقصر ومتكرر مع والديهم، في حين أن الأطفال الأكبر سناً والمراهقين قد يتطلبون فترات أقل تكراراً ولكن مع فترات زمنية أطول من الوقت مع كلٍ من الوالدين.